# 陶聯琇
陶聯琇（?—?），浙江省紹興府會稽縣人，清朝政治人物、同進士出身。

## 生平
光緒二十年（1894年），参加光緒甲午科殿試，登進士三甲23名。同年五月，著交吏部掣签分发各省，以知县即用。